# Gunnison (Kolorado)
Gunnison – miasto w Stanach Zjednoczonych, w stanie Kolorado, siedziba administracyjna hrabstwa Gunnison.